# 堀内章
堀内 章（ほりうち あきら、1980年1月16日- ）は、日本の起業家・実業家。
インディアンジュエリーブランド「goro's」委託店「DELTA one（株式会社R.H.S）」創業者。不動産業「株式会社R.H.Sアセットコンサルティング」創業者。アートギャラリー「435 Gallery（株式会社435）」創業者。

## 経歴
神奈川県横浜市生まれ。大森工業高等学校（現・大森学園高等学校）を卒業後、アパレル会社社員、建築会社社員を経て、2006年、建築会社を設立。2013年、インディアンジュエリーブランド「goro's」を買取・販売するDELTA oneを創業。2016年、DELTA oneを株式会社R.H.Sとして法人化し、R.H.Sの代表取締役CEOに就任した。その後DELTA oneの店を東京、大阪、名古屋へ出店、2020年に香港、2023年にシンガポールへ出店した。
2022年、現代アート専門のギャラリー435 Galleryを六本木に設立。435 Galleryは池内信介の作品を中心に扱っている。
2024年2月13日、自宅でコカインを吸引したとして警視庁麻布署に麻薬・向精神薬取締法違反(使用）の疑いで逮捕された。「タイで買ってきて自宅で使った」と容疑を認めている。

## 講演
- 大森工業高校学校 3年生対象（2021年11月17日、大森工業高校学校）[4]:10
- 若年起業家 800 名対象（2021年12月25日、東京ビッグサイト）[4]:10

## メディア出演
- 人生のパイセンTV（2017年2月、フジテレビ）[4]:9
- ウワサのお客様（2019年1月、フジテレビ）[4]:9
- かみひとえ（2020年1月、テレビ朝日）[4]:9
- ウラマヨ!（2020年8月、関西テレビ放送）[4]:9
- これ、誰が買うの…?（2021年7月、フジテレビ）[4]:9
- ゼロイチ!（2021年8月、日本テレビ放送網）[4]:9
- ヒロミ・指原の“恋のお世話始めました”（2021年12月、テレビ朝日）[4]:9
- これ、誰が買うの…?（2022年2月、フジテレビ）[4]:9
- じっくり聞いタロウ〜スター近況㊙報告〜（2022年3月、テレビ東京）[4]:9
- NEWニューヨーク（2022年8月、テレビ朝日）[4]:9
- 総額2億1800万円を家に隠しました（2022年8月、テレビ東京）[4]:9
- ジョンソン (2024年2月、TBS)

:9